# Gestor de comunitats en línia
Un gestor de comunitats (community manager, en anglès) és un professional encarregat de crear, gestionar, dinamitzar i mantenir una comunitat virtual a Internet, independentment de les plataformes o eines 2.0 utilitzades, amb el propòsit de connectar les empreses i les comunitats, adaptant-se al llenguatge i normes de la Web 2.0.

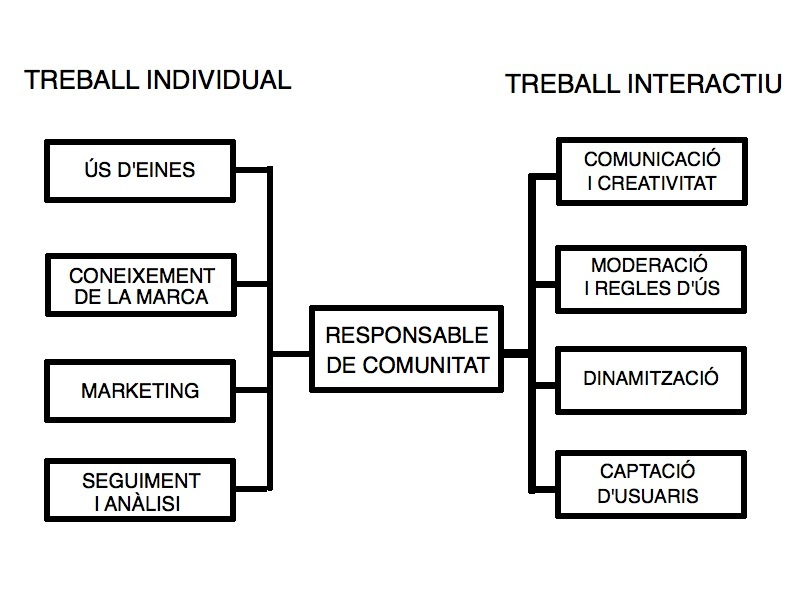
Tasques del gestor de comunitats

Aquesta figura va aparèixer per coordinar, administrar i moderar els fòrums a Internet, però la seva importància es va disparar amb la irrupció de les xarxes socials com Facebook o Tuenti. També s'entén per gestor de comunitats en línia com el gestor de comunitats; autor de blogs, articles, podcasts, vídeos i screencasts. S'encarrega de proposar tota mena de temàtiques i la seva funció va més enllà dels fòrums. Ha d'interioritzar l'esperit de la companyia per la qual treballa. També se'l denomina: Online Marketing Strategist o Chief Blogging Officer.

## Funcions
Les funcions que desenvolupen els gestors de comunitats són molt diverses i es regeixen per les característiques de l'empresa, les necessitats del públic i el tipus de plataforma en la qual aboquen el missatge:
1. Escoltar: el gestor de comunitats ha de monotonitzar la Xarxa per poder trobar què es diu sobre la nostra organització, competència i el mercat. Haurà de realitzar una escolta proactiva amb la finalitat d'aconseguir atraure els usuaris intentant ajudar-los i interactuar a les seves converses[3] i aconseguir una comunicació bidireccional.[2] A més, a partir d'escoltar, el community manager podrà saber els temes que interessen les persones de la comunitat, la manera com interactuen entre ells i altres plataformes socials que visiten.[3]
2. Circular informació internament: a partir d'escoltar, ha de ser capaç d'extreure la informació més rellevant i analitzar-la, creant un discurs comprensible i fer-lo arribar a les persones corresponents dins de l'organització.[4] Més enllà que el professional sigui extern o intern a l'empresa, el gestor de comunitats ha de ser els “ulls de l'organització”.[2]
3. Explicar la posició de l'empresa a la comunitat: el gestor de comunitats és la veu de l'empresa cap a la comunitat virtual, una veu positiva i oberta que transforma l'argot intern de la companyia en un llenguatge comprensible. Respondre i conversar activament en tots els social media en els que l'empresa tingui presència activa o si s'hi fan mencions rellevants. També s'inclou escriure articles en el blog de l'empresa o en altres mitjans de comunicació socials, utilitzant totes les eines multimèdia que tingui accés, explicant els pròxims llançaments, les promocions, el què preocupa al sector, etc. Finalment, seleccionar i compartir continguts d'interès per la comunitat.[4]
4. Buscar líders, tant a dins com a fora l'empresa: la relació entre la comunitat i l'empresa se sosté en la labor dels seus líders i persones d'alt potencial. El gestor de comunitats ha de ser capaç d'identificar i reclutar els seus líders, no només entre la comunitat, sinó sobretot dins de la mateixa empresa.[4]
5. Trobar vies de comunicació entre la comunitat i l'empresa[4]: el gestor de comunitats ha de desenvolupar una estratègia capaç de construir relacions al voltant de la marca i mantenir interaccions personals amb els membres de la marca que es representa. Aquesta estratègia forma part d'un treball conjunt amb el Social Media Planner i l'analista web. La gestió del gestor de comunitats se centra a conèixer la necessitat dels usuaris i plasmar-la en la comunitat. En el cas d'empreses, aquestes necessitats es transmeten internament perquè l'empresari les valori i modifiqui en conseqüència el seu producte o servei. L'objectiu final és aconseguir que aquests canvis incrementin la cohesió i la quantitat dels usuaris de la xarxa així com la qualitat de servei.
6. Documentar: crear processos de documentació de tot el que s'escolta pel futur a partir d'una eina que permeti desenvolupar aquesta tasca.[5]A més, també haurà de registrar cada una de les accions que realitza i calcular el seu impacte, controlant que s'estigui seguint l'estratègia marcada i per poder generar posteriorment informes de l'activitat.[3]

## Formació
Actualment, no existeix un perfil formatiu estàtic i definit per un gestor de continguts, sinó que es tracta d'una figura professional en continua evolució, d'aquí que la formació no sigui predeterminada. Tanmateix, algunes característiques necessàries és la bona redacció, ser un bon comunicador, escoltar, donar resposta immediata, empatia i altres habilitats socials. A més, també és necessari tenir coneixements tècnics, actualitzats constantment, com una base de màrqueting.
En general, un gestor de comunitats ha de tenir una formació multidisciplinària molt relacionada amb la comunicació i el màrqueting i un coneixement ampli i avançat com a usuari de les xarxes socials. El no existir una formació específica per aquest camp pot perfilar-se com un estrateg en comunicació en línia, amb coneixements de màrqueting, publicitat, periodisme, comunicació i relacions públiques, amb una finalitat comercial. La base fonamental és que sigui una persona molt activa i preparada per seguir aprenent constantment perquè a Internet i en el Social Media tot canvia molt de pressa.

## Competències
El perfil del gestor de comunitats ha de tenir certes habilitats per a realitzar les seves tasques:
- Capacitat de comunicació, escolta i empatia: la bona comunicació implica, necessàriament, conèixer la comunitat que es gestiona. Per això, el requeriment immediat és escoltar i adaptar-se al llenguatge d'aquesta. Un gestor de continguts ha de ser capaç d'escriure amb precisió i de diferents formes i trobar un llenguatge a fi per cadascuna de les audiències per aconseguir credibilitat.[2]

- Capacitat d'aprendre: cal tenir coneixement de les noves tècniques que emergeixen en l'entorn digital, dominar les eines i l'entorn 2.0. A més, el gestor de continguts ha d'aprendre de la seva comunitat, a través del que els transmet sobre els seus productes i serveis per aconseguir millores.[2]

- Passió, paciència, honestedat i col·laboració: la passió és indispensable, ja que el gestor de continguts en línia realitza un treball sense horari, depenent de les xarxes socials i de les crisis de la marca que es poden presentar en qualsevol moment. A més, la paciència, la honestedat i la transparència configuren requeriments clau per resoldre conflictes. Finalment, la col·laboració amb altres professionals és una habilitat social important per afavorir l'aprenentatge i la interacció entre els membres de la comunitat.[2]

- Creativitat: ha de ser una persona eficient a l'hora de crear contingut que comparteix amb la comunitat, buscant que aquests generin valor per la marca com també pels individus que la llegeixen. S'ha de saber com idear promocions interessants, redactar missatges que cridin l'atenció i crear dins dels membres de la comunitat un sentiment de pertinença.[3]

- Conèixer la seva competència: ha d'estar el corrent de qui són la seva competència i estar el dia de les seves accions, tant en dins dels mitjans de comunicació socials com en altres àmbits. Saben el què els altres, podrà planificar també les seves accions.[3]

- Conèixer el seu públic: ha de conèixer bé la seva comunitat d'usuaris a la qual es dirigeix: quins són els seus gustos, les seves activitats principals, horaris, etc. i què esperen de la marca que segueixen a través de les xarxes socials.[3]

- Flexibilitat: ser una persona proactiva que reacciona ràpidament davant d'una possible situació de crisis i està sempre atent a les noves possibilitats.[3]

- Planificador: tota acció que realitza el gestor de comunitats ha d'estar prèviament meditada i formar part d'una estratègia definida i madurada amb antelació.[3]

## Ubicació dins de l'empresa
En l'àmbit empresarial, el gestor de comunitats, s'encarrega de gestionar les relacions d'una empresa amb els seus clients dins el món digital, gràcies als coneixements de les necessitats, les estratègies de l'organització i els interessos dels seus clients. Un gestor de comunitats ha de perfilar-se com un estrateg en comunicació en línia, amb coneixements de màrqueting, publicitat i relacions públiques, amb una finalitat comercial. Aquest terme és conegut com a Social Media Optimization.
Dins de l'empresa el gestor de comunitats en línia és el gestor de la identitat digital de la companyia i l'ambaixador de la marca respecte als seus clients i treballadors. Normalment, una empresa decideix contractar un professional de gestor de comunitats quan vol establir noves vies de comunicació amb els seus clients. Un community manager pot estar integrat dins de la plantilla de l'empresa o ser un freelance extern:
- Gestor de comunitats intern: coneix de primera mà les últimes informacions i integra més fàcilment els valors de l'empresa, ja que forma part de l'equip. Tendeix a tenir més autonomia i capacitat de maniobra per prendre decisions i coneix la filosofia de l'empresa fins al punt que les seves accions rutinàries no necessiten una aprovació prèvia agilitzant així la resposta a usuaris i el llançament de campanyes informatives. Generalment, tenen un accés directe als canals socials de la marca i també a la comunicació conjunta amb tots els departaments de l'empresa.
- Gestor de comunitats extern (freelance): suposa una reducció dels costs laborals i de plantilla. A més, aquest perfil aporta més versatilitat, ja que està acostumat a tractar amb clients de diferents àmbits. En aquest cas no se li pot exigir una dedicació exclusiva, ja que segurament gestiona la identitat online de més d'una empresa.

Depenen de l'empresa serà més eficient un gestor de comunitats intern o extern i pot ser una sola persona o varies, arribant a crear un equip. Tant en un cas com en l'altre és necessari que els professionals coneguin amb detall la filosofia empresarial de la companyia i les seves accions.